# Nicolás García (calciatore)
Álvaro Nicolás García Silvera, noto semplicemente come Nicolás García (Lascano, 5 ottobre 2000), è un calciatore uruguaiano, attaccante dello Sportivo Bella Italia.

## Carriera

### Club
Cresciuto nel settore giovanile del Peñarol, debutta in prima squadra il 22 maggio 2021 in occasione dell'incontro di Primera División Profesional de Uruguay pareggiato 0-0 contro il Fénix.

### Nazionale
Ha giocato nella nazionale uruguaiana Under-15.

## Statistiche

### Presenze e reti nei club
Statistiche aggiornate al 25 ottobre 2021.
| Stagione        | Squadra         | Campionato      | Campionato | Campionato | Coppe nazionali | Coppe nazionali | Coppe nazionali | Coppe continentali | Coppe continentali | Coppe continentali | Altre coppe | Altre coppe | Altre coppe | Totale | Totale |
| Stagione        | Squadra         | Comp            | Pres       | Reti       | Comp            | Pres            | Reti            | Comp               | Pres               | Reti               | Comp        | Pres        | Reti        | Pres   | Reti   |
| --------------- | --------------- | --------------- | ---------- | ---------- | --------------- | --------------- | --------------- | ------------------ | ------------------ | ------------------ | ----------- | ----------- | ----------- | ------ | ------ |
| 2021            | Peñarol         | PD              | 5          | 0          |                 | -               | -               | CS                 | 1                  | 0                  |             | -           | -           | 6      | 0      |
| Totale carriera | Totale carriera | Totale carriera | 5          | 0          |                 | -               | -               |                    | 1                  | 0                  |             | -           | -           | 6      | 0      |